# Adam Stefan Dzwonkowski
Adam Stefan Aleksander Dzwonkowski (ur. 27 grudnia 1815 w Siennicy na Mazowszu, zm. 24 stycznia 1885 w Warszawie) – polski wydawca i księgarz.

## Życiorys
Mając 15 lat, wstąpił na ochotnika do 2 pułku Ułanów i brał udział w bitwach pod Olszynką Grochowską oraz Ostrołęką, podczas jednej z nich został poważnie ranny. Otrzymał później nominację na porucznika.
Po powstaniu listopadowym musiał wyjechać zagranicę, ukryty na duńskim żaglowcu popłynął z Gdańska do Kopenhagi. Poznał tam Carla Augusta Guldberga i po jego namowach przeniósł się w 1834 r. do Norwegii. Razem z Carlem Gulbergiem założył spółkę która wydawała pierwszy ilustrowany tygodnik w Norwegii Skillng Magazin. Szybko uruchomiano następne wydawnictwa, m.in. w 1835 miesięcznik „Bondevennen” („Przyjaciel chłopa”), w 1836 pismo „Sőndagens Intelligents-Sedlel” (niedzielny dziennik dla inteligencji). Wydawano pod redakcją Ola Hansena „Norweskie Wiadomości Parlamentarne”, a następnie rozpoczęto druk podręczników szkolnych. Przez lat 20, w latach 1835–1855, stał się jednym z najważniejszych w Norwegii wydawców prasy i książek, początkowo z Gulbergiem, później z Dybwadem, wreszcie sam. Jednak rozwinął działalność na zbyt dużą skalę i popadł w kłopoty finansowe. W rezultacie musiał sprzedać dom i drukarnię W. C. Fabritillsowi (obecnie największa firma wydawnicza w Norwegii). Niedługo potem Guldberg wystąpił ze spółki, a Dzwonkowski związał się na trzy lata z C. A. Dybwadem. W 1847 został spłacony przez tego ostatniego i założył własną księgarnię nakładową. W 1842 r. Dzwonkowski razem z innymi osobami z rady katolików mieszkających w owym czasie w stolicy Norwegii wystosował do króla Karla Johana list prośbą o oficjalne uznanie społeczności katolickiej. Pozwolenie na założenie kościoła i przybycie księży zostało udzielone w dekrecie królewskim w dniu 6 marca 1843 r. Wówczas przy ulicy Storgata 27 w domu Dzwonkowskiego urządzono kaplicę pod wezwaniem św.Olafa. W niedzielę Palmową 9 kwietnia 1843 r. odprawiono mszę świętą. Podczas wizyt w Christianii kaplicę tę odwiedzała szwedzka królowa. Przez cały czas utrzymywał kontakt z rodziną i krajem. W rezultacie w 1843 w trakcie pobytu u rodziców w Siennicy wciągnięty został przez swego brata Władysława do Związku Narodu Polskiego, w rezultacie 1844 musiał wraz z nim uciec z Królestwa Polskiego.
W 1852 roku zmarła jego żona. Kilkanaście lat później próbował wydawać jeszcze magazyn literacki, ale gdy mu się to nie powiodło sprzedał firmę i wyjechał do Francji, a następnie do Szwajcarii. Po powrocie do Warszawy założył przy ulicy Miodowej nr. 482 (nowy 6) Zakład Artystyczno – Litograficzny oraz księgarnię. W Gazecie Warszawskiej w numerze 280 z dnia 20 grudnia 1869 r. w artykule pt. Na Gwiazdkę informowano o tytułach książek które wyszły nakładem tego zakładu, zachęcając do ich nabycia dla dzieci, dorosłej młodzieży i osób starszych w podarunku przed zbliżającymi się świętami.

## Rodzina
Urodził się w rodzinie ziemiańskiej, syn właściciela majątku Nowy Dwór Stanisława (1779–1860) i Ludwiki z Czarnków (1881–1952). Miał trzy siostry: Stefanię (1820–1867), Annę (1813–1865) i Józefę Aleksandrę (1811–1853), żonę Erazma Dłużewskiego (1814–1856) oraz brata: Władysława (1818–1880). W latach 1835–1852 był mężem córki francuskiego konsula w Christianii Marii Teresy z domu de Serre. Miał z nią syna Stanisława (1845–1890) i trzy córki Marię (1837–1902) żonę Wincentego Kryńskiego (ur. 1828), Matyldę, żonę Franciszka Rugiewicza i Jadwigę. Po śmierci pierwszej żony ponownie się ożenił w 1867 z wdową po Kazimierzu Kellnerze (1811–1864) Marią z Zalewskich (ur. ok. 1825).

## Literatura
- Włodzimierz Dzwonkowski, Dzwonkowski Adam Stefan Aleksander(1815-1885), Polski Słownik Biograficzny, t. 6, s. 186–187
- Jacek Juniszewski, Kartki z życia wydawcy i księgarza Adama Aleksandra Dzwonkowskiego, wyd. Rozpisani.pl, Warszawa 2019 (ebook)